# Aleksandrów Pierwszy (Aleksandrów)
Aleksandrów Pierwszy (Aleksandrów I) – część wsi Aleksandrów w Polsce, położona w województwie lubelskim, w powiecie biłgorajskim, w gminie Aleksandrów.
W latach 1975–1998 miejscowość administracyjnie należała do województwa zamojskiego.
Stanowi wschodnią część Aleksandrowa, najdłuższej wsi w województwie lubelskim.
Wierni Kościoła rzymskokatolickiego należą {częściowo) do parafii Matki Bożej Nieustającej Pomocy w Aleksandrowie lub do parafii św. Stanisława Biskupa Męczennika w Górecku Kościelnym.